# Кенора (Онтаріо)
 Кено́ра  (англ. Kenora); раніше «Рет-Портедж» англ. Rat Portage) — адміністративний центр округу Кенора, провінції Онтаріо у Канаді. Містечко налічувало 15 177 мешканців (2006) (72 осіб/км²).

## Географія
Місто розташоване на північному березі Лісового озера (англ. Lake of the Woods) за 200 км на схід від міста Вінніпега.

### Клімат
Місто знаходиться у зоні, котра характеризується вологим континентальним кліматом з теплим літом. Найтепліший місяць — липень із середньою температурою 19.7 °C (67.4 °F). Найхолодніший місяць — січень, із середньою температурою -15.9 °С (3.3 °F).
| Клімат Кенори           | Клімат Кенори | Клімат Кенори | Клімат Кенори | Клімат Кенори | Клімат Кенори | Клімат Кенори | Клімат Кенори | Клімат Кенори | Клімат Кенори | Клімат Кенори | Клімат Кенори | Клімат Кенори | Клімат Кенори |
| Показник                | Січ.          | Лют.          | Бер.          | Квіт.         | Трав.         | Черв.         | Лип.          | Серп.         | Вер.          | Жовт.         | Лист.         | Груд.         | Рік           |
| Абсолютний максимум, °C | 9,1           | 8,8           | 23,3          | 30,6          | 35,4          | 35,6          | 35,8          | 35            | 34,6          | 26,7          | 19,4          | 9,4           | 35,8          |
| Середній максимум, °C   | −11,4         | −7,6          | −0,2          | 9,4           | 16,7          | 21,7          | 24,4          | 23,4          | 17,1          | 8,8           | −0,9          | −9,2          | 7,7           |
| Середня температура, °C | −16           | −12,5         | −5,2          | 4,1           | 11,3          | 16,8          | 19,7          | 18,6          | 12,7          | 5,1           | −4,2          | −13,1         | 3,1           |
| Середній мінімум, °C    | −20,5         | −17,4         | −10,1         | −1,3          | 5,8           | 11,8          | 14,9          | 13,9          | 8,3           | 1,4           | −7,4          | −17,1         | −1,5          |
| Абсолютний мінімум, °C  | −43,9         | −41,4         | −36,1         | −27,2         | −12,2         | −0,6          | 3,9           | 1,1           | −6,7          | −13,9         | −31,3         | −38,3         | −43,9         |
| Норма опадів, мм        | 25.6          | 19.4          | 28.1          | 36.3          | 80.8          | 118.7         | 103.4         | 84.2          | 85.6          | 62.6          | 42.1          | 28.3          | 715           |
| Днів з опадами          | 14,1          | 11,1          | 10,6          | 8,2           | 11,4          | 13,3          | 13            | 12,1          | 12            | 12,7          | 14            | 14,4          | 147           |
| Днів з дощем            | 0,5           | 1,1           | 2,9           | 5,6           | 12,1          | 14,5          | 13,3          | 12,2          | 12,9          | 10,1          | 3,6           | 0,8           | 89,5          |
| Днів зі снігом          | 14,3          | 10,8          | 9,2           | 4,9           | 1,3           | 0,1           | 0             | 0             | 0,4           | 4,8           | 12,9          | 14,3          | 73            |
| Вологість повітря, %    | 93            | 91            | 79            | 64            | 61            | 69            | 72            | 73            | 78            | 76            | 88            | 90            | 78            |
| ----------------------- | ------------- | ------------- | ------------- | ------------- | ------------- | ------------- | ------------- | ------------- | ------------- | ------------- | ------------- | ------------- | ------------- |
| Джерело: Weatherbase    |               |               |               |               |               |               |               |               |               |               |               |               |               |

## Історія
Ці місця були територією племені Оджибве до відкриття європейцями. 1688-го француз Жак де Нуан (фр. Jacques De Noyon), європеєць-дослідник, прибув до цих земель.

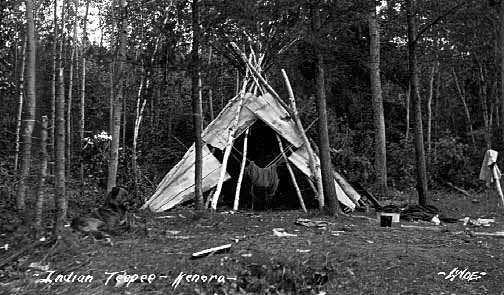
Тіпі народу Оджибве, Кенора, бл. 1922.

П'єр ла Верандрі (фр. Pierre La Verendrye) заснував торговий пост «Фор-Сен-Шарль» на південь від сучасної Кенори 1732 року.
1836 року Компанія Гудзонової затоки встановила пост на острові «Олд-Форт», а вже 1861-го відкрила пост на материку на місці сучасної Кенори.
З 1878 року тут існує постійне поселення.
Хоча Оттава правила містом як частиною Манітоби в 1881 році, питання було нарешті взято на розгляд Таємної ради Сполученого Королівства, яка врешті-решт ухвалила рішення на користь Онтаріо. Кенора офіційно стала частиною провінції Онтаріо в 1889 році.
Перший канадський трансконтинентальний поїзд пройшов через Кенору 1886-го року. 1932-го року через Кенору було побудовано шосе.
Місцева хокейна команда виграла Кубок Стенлі 1907 року.